# Дионисий I Константинополски
Вижте пояснителната страница за други личности с името Дионисий.
Дионисий (на гръцки: Διονύσιος Α΄) е гръцки духовник, пловдивски митрополит от около 1455 до 1466 г. и вселенски патриарх на два пъти, от около 1466 до 1471 и от юли 1488 до 1490 година.

## Биография
Роден е в Димицана, Пелопонес около 1420 година. Към 1440 г. е монах в цариградския манастир Мангана и послушник на ефеския митрополит Марк Евгеник, който го ръкополага за свещеник. При завладяването на града (1453) е взет в плен от османците, но скоро бива откупен на свобода от богат грък. През 1455 г. е ръкоположен от цариградския патриарх Генадий II Схоларий за филипополски митрополит. Издигнат е за патриарх с поддръжката на Мара Бранкович (1466). Потвърждава званието на литовския митрополит „митрополит на цяла Русия“ (1467). По негово време мощите на Свети Иван Рилски са пренесени от Търново в Рилския манастир (1469). Прогонен е от престола и се оттегля в манастира Кушница (1471). През 1488 г., вече в напреднала възраст, повторно е повикан за патриарх, но през 1490 г. подава оставка и пак се връща в манастира си. Останките му се пазят там. Църквата го почита като светец и чества паметта му на 23 ноември.